# 7-я гвардейская мотострелковая бригада
7-я гвардейская мотострелковая бригада — мотострелковое соединение в Рабоче-крестьянской Красной армии времён Великой Отечественной войны. В годы ВОВ бригада находилась в составе 20-го танкового корпуса с 1943 года.
Сокращённое наименование — 7 гв. мсбр.

## Полное наименование
7-я гвардейская мотострелковая Сталинградско-Корсуньская Краснознамённая бригада

## История

### Великая Отечественная война
Воинская часть сформирована первоначально как 38-я мотострелковая бригада на основании директивы заместителя Народного комиссариата обороны № орг/2/2407 (ш/т) от 25 июня 1942 года. 38-я бригада находилась сначала в подчинении 62-й армии, затем 64-й.
Бойцы 38-й мотострелковой бригады пленили фельдмаршала Фридриха Паулюса в Сталинграде.
38-я мотострелковая бригада преобразована в 7-ю гвардейскую мотострелковую бригаду на основании приказа Народного комиссариата обороны СССР № 103 от 1 марта 1943 года.
В составе действующей армии соединение находилось:
- 5 августа 1942 — 26 апреля 1943;
- 8 июля 1943 — 6 августа 1943;
- 14 сентября 1943 — 19 апреля 1944;
- 17 марта 1945 — 9 мая 1945.

### Послевоенное время
В 1945 году 7-я гвардейская мотострелковая бригада переформирована в 7-й гвардейский мотострелковый полк в составе 20-й танковой дивизии с сохранением всех почётных наименований, наград, исторического формуляра и боевой славы. С мая 1953 года часть переформирована в 137-й гвардейский механизированный полк.
В 1957 году 137-й гвардейский механизированный полк преобразован в 255-й гвардейский мотострелковый полк (в/ч 61412) в составе 20-й танковой дивизии в СГВ. Полк до 28 декабря 1961 года именовался «Сталинградским». С 29 сентября 1964 года почётное наименование сменили на «Волгоградский». В 1975 году полку присвоено именное наименование «имени М. С. Шумилова» в честь одного из командиров 64-й армии времён войны.
По просьбе ветеранов ВОВ и Сталинградской битвы, министерством обороны СССР была подписана директива, по которой 30 октября 1982 года личный состав управления полка, 16 человек, боевое знамя, карточка учёта боевого знамени, грамота ПВС СССР, исторический формуляр полка, книга почёта полка, печати и штампы, передислоцированы из деревни Страхув (пол. Strachów) 50°43′00″ с. ш. 16°52′00″ в. д. в пункт постоянной дислокации г. Волгоград. Полк (в/ч 34605) вошел в состав 82-й мотострелковой дивизии (формирования 1967 года) Северо-Кавказского военного округа. 82-я мотострелковая дивизия в 1990 году преобразована в 6654-ю базу хранения имущества.

### После распада СССР
В Первую чеченскую войну 255-й полк участвовал в штурме Грозного в составе группировки «Северо-Восток» зимой 1994—1995 гг. Подразделения полка пройдя вдоль улицы Лермонтова, вышли на рубеж улицы Чехова. Затем штурмующая группа заняла оборону 31 декабря 1994 в больничном комплексе на площади имени Орджоникидзе (ныне «площадь имени Хрущева»). В период с 1 по 5 января 1995 полк вёл там бои в окружении.
Во Вторую чеченскую войну полк принял участие в боях за Грозный зимой 1999—2000 гг.
В ходе реформы Вооружённых сил России 255-й гвардейский мотострелковый полк был расформирован в 2009 году, а дивизия, в составе которой находился полк, переформирована в 20-ю отдельную гвардейскую мотострелковую бригаду.

## Состав

### 1943 год
- Управление бригады (штат № 010/420);
- 1-й мотострелковый батальон (штат № 010/421);
- 2-й мотострелковый батальон (штат № 010/421);
- 3-й мотострелковый батальон (штат № 010/421);
- Миномётный батальон (штат № 010/422);
- Артиллерийский дивизион (штат № 010/423);
- Рота ПТР (штат № 010/424);
- Рота автоматчиков (штат № 010/425);
- Разведывательная рота (штат № 010/426);
- Рота управления (штат № 010/427);
- Рота технического обеспечения (штат № 010/428);
- Инженерно-минная рота (штат № 010/429);
- Автомобильная рота (штат № 010/430);
- Медико-санитарный взвод (штат № 010/431);
- Зенитно-пулемётная рота (штат № 010/451).[1]

## Командиры
- 07 июля 1942[2] — 01 июня 1943 —  Бурмаков, Иван Дмитриевич, полковник;
- 01 июня 1943 — 27 декабря 1943 — Хрястов, Николай Петрович, (отстранён);
- 14 января 1944 — 29 марта 1944 — Петухов, Пантелей Васильевич, полковник (убит 5 марта 1944);
- с апреля 1944 — 16 июля 1945 (по другим данным с 29 марта 1944) — Исаакян, Баграт Иванович, гвардии полковник.[1]

## Награды и наименования
| Награда                | № приказа (указа) и дата             | Краткое описание боевых заслуг |
| ---------------------- | ------------------------------------ | --- |
| «Гвардейская»          | Приказ НКО № 103 от 01 марта 1943 г. | |
| «Сталинградская»       | Приказ НКО № 125 от 16.03.1943       | Идя навстречу просьбам партийных и советских организаций Сталинградской области, за исключительные заслуги в освобождении города Сталинграда и Сталинградской области.                                        |
| «Корсуньская»          | Приказ ВГК № 045 от 26.02.1944       | За отличие в боях по завершению уничтожения окруженной группировки немецких захватчиков в районе города Корсунь-Шевченковский.                                                                                |
| Орден Красного Знамени | Указ Президиума ВС СССР от 8.04.1944 | За образцовое выполнение заданий командования при форсировании Днестра, овладении городом и важным железнодорожным узлом Бельцы, выход на государственную границу и проявленные при этом доблесть и мужество. |
| «имени М. С. Шумилова» | 1975 год                             | Присвоено в честь генерал-полковника М. С. Шумилова — командира 64-й армии РККА. |

## Память
- В честь бригады названа 7-я гвардейская улица в Центральном районе города Волгоград.[4]